# Fuchspaßquelle
Die Fuchspaßquelle (älter auch Singerinquelle) ist eine Quelle am Schneeberg in Niederösterreich, die für die I. Wiener Hochquellenwasserleitung gefasst wurde.

## Lage
Die Quelle befindet sich am oberen Eingang des Höllentals, dem Rax–Schneeberg-Durchbruch der Schwarza, etwa 5 km abwärts von Schwarzau im Gebirge. Sie liegt beim Ort Höllental, gegenüber der Nassbach-Mündung (bei Singerin), am Fuß des Kuhschneebergs.

## Geschichte
Die Fuchspaßquelle liegt günstig zwischen den Höllentalquellen und dem Raum Naßwald–Wasseralm, zwei von Anfang an als Hauptquellen der im Laufe der 1860er erbauten und 1873 eröffneten Hochquellenleitung geplante Gebiete. Durch das Reichswassergesetz des Jahres 1869 und des niederösterreichischen Landeswasserrechtsgesetz des Jahres 1870 wurde aber die rechtliche Stellung aller Unterlieger, Werksbesitzer wie Gemeinden, wesentlich verbessert. Daher musste die Stadt Wien ihre entsprechenden wasserrechtlichen Anträge durch sämtliche Instanzen bis zum Verwaltungsgerichtshof durchfechten, was rund 20 Jahre dauerte. So wurde die Quelle erst in den 1890ern an das Wasserversorgungssystem angeschlossen. Sie wurde wegen Engpässen erstmals im Winter 1893/94 kurz vor Beendigung der Hauptarbeiten eingeleitet.

## Hydrologie, Bauliches und Wasserschutz
Die Quelle gehört zu einer Störung, die Nordost durch das Nassbachtal über den Kuhschneeberg zum Klostertaler Gscheid streicht, und den Wettersteinkalk der Rax-Schneeberg-Gruppe nördlich begrenzt.  (zu dieser Störung gehören auch die Naßwald-Quellen bei Hinternaßwald). Die Fuchspaßquelle selbst entspringt der Schichtgrenze Zlambacher zu Hallstätter Schichten.
Sie kommt aus einem Kluft- und Höhlensystem, die sich weit ins Berginnere verfolgen lässt
(die Quellhöhle wurde 2004 mit 6 m Länge kartiert und trägt die Katasternummer 1854/310).
Das Einzugsgebiet könnte sich mit dem der Kaiserbrunnquelle überschneiden.
Für die Quelle wurde Sammel- wie auch Überleitungsstollen gegraben und ein Wasserschloss angelegt. Die Quelle bestand aus einer Hauptquelle und mehreren kleinen Quellen unterhalb. Letztere konnten direkt mit dem Brunnenhaus überbaut werden, wobei beim Sprengen auch die Hauptquelle angeschnitten und unmittelbar eingeleitet wurde. Der alte Hauptaustritt, der bei Starkwasser noch schüttet, wird mit einem Umlaufstollen links herum (hinauf zur Quelle blickend) zum Brunnhaus geführt. Dort leitet auch eine Überfallskammer Quellhochwässer direkt zur Schwarza ab. Die Betonfundamente des Wasserschlosses reichen in etwa 4½ m zum gewachsenen Fels, und verhindern, dass die Quelle einen neuen Lauf sucht.
Die Anbindung an die Hochquellleitung von Naßwald her, die am anderen Ufer verläuft, unterfährt die Schwarza südlich mit einem Düker.
Die Fuchspaßquelle schüttet etwa 30–700 Liter pro Sekunde, das sind 2.500–60.000  Kubikmeter täglich, das könnte maximal ein Drittel der Gesamtleistung der I. Hochquellleitung ausmachen, doch schwankt die Wassergabe stark. Sie liegt anders als die anderen Quellen im oberen Schwarzatal auf der Sonnseite und reagiert schnell, gibt daher auch im Winter nach einigen Sonnentagen oft schon bedeutend Wasser.
Die Temperatur beträgt relativ konstant 6,1–6,2 °C. Die Wasserhärte beläuft sich auf 8,8 °dH, also deutlich über dem Durchschnitt von 7,3 der Gesamtleitung.
Seit 1965 besteht hier das große Wasserschongebiet Rax–Schneeberg–Schneealpe, und im Umkreis von 500 Metern ist strenges Wasserschutzgebiet. Die Gründe um die Quelle gehören im Ausmaß von 105,5 ha der Stadt Wien. Der Wasserschutz wird von der Wiener MA 31 (Wien Wasser) und der MA 49 (Forstamt) betraut. Außerdem ist hier Europaschutzgebiet Nordöstliche Randalpen: Hohe Wand–Schneeberg–Rax, ein Fauna-Flora-Habitat-Gebiet mit ökologischem Schwerpunkt, und das umfassende Landschaftsschutzgebiet Rax–Schneeberg.